# معاز

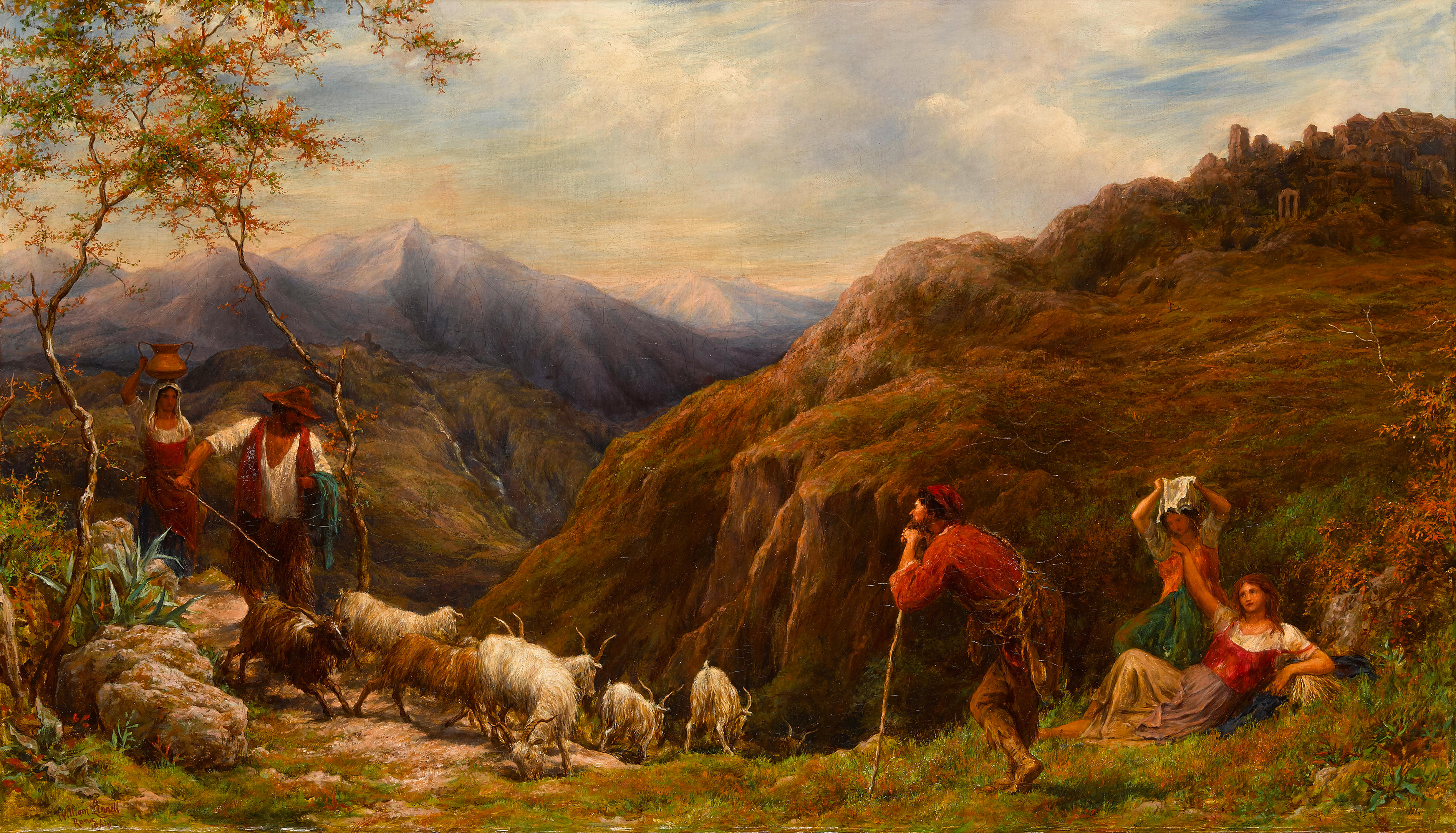
رعي الماعز في جبال أبِنينة

المَعَّاز هو الشخص الذي يمتهن مهنة رعي الماعز. وهو يشبه راعي الغنم الذي يرعى الغنم. يكثر المعازون في المناطق التي توجد فيها أعداد كبيرة من الماعز؛ كما في إفريقيا وجنوب آسيا. عادة ما تُربّى الماعز حيوانات ألبان أو لحوم، مع جز بعض السلالات من أجل شعرها.